# Mai Thi Nguyen-Kim
Mai Thi Nguyen-Kim (Heppenheim, 1987. augusztus 7.) német vegyész, tudományos újságíró, televíziós műsorvezető, szerző, youtuber, 2020 júniusa óta a Max Planck Társaság szenátusának tagja.

## Élete
Nguyen-Kim szülei Vietnámból származnak. 2006-ban a hemsbachi Bergstraßen-Gymnasiumban érettségizett, majd 2006 és 2012 között a Mainzi Egyetemen és a Massachusettsi Technológiai Intézetben (MIT) tanult kémiát. 2012-től doktori hallgatóként dolgozott az RWTH Aachenben(de), a Harvard Egyetemen és az Alkalmazott Polimerkutatási Fraunhofer Intézetben, és 2017-ben doktori címet szerzett a Potsdami Egyetemen Poliuretán-alapú fizikai hidrogélek (Physikalische Hydrogele auf Polyurethan-Basis) című értekezésével. Nguyen-Kim férje Matthias Leiendecker, lánya 2020-ban született.

## Tudományos ismeretek oktatása a YouTube-on és a tévében

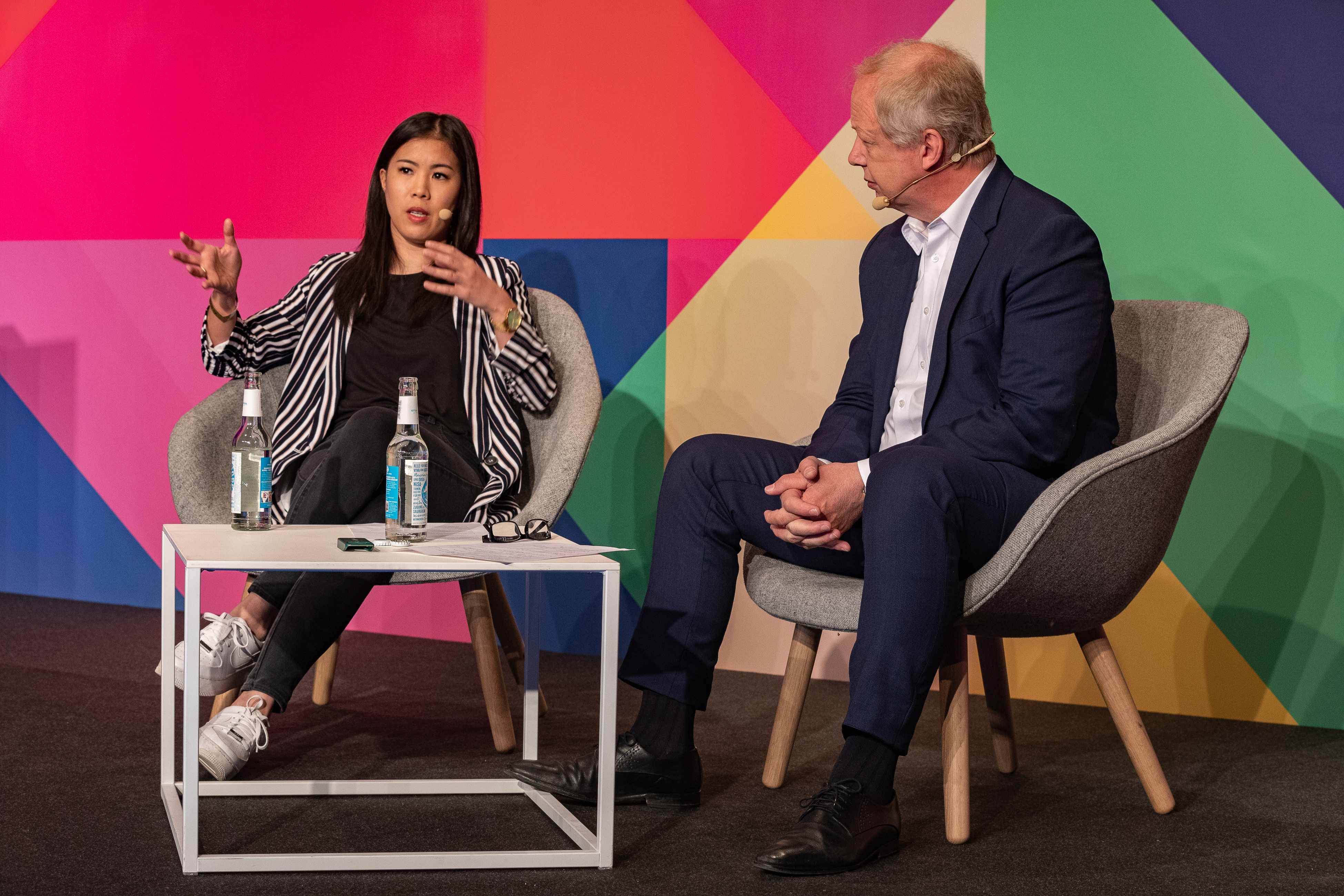
Nguyen-Kim Tom Buhrow-val a 2019. évi Berlini Médiakonferencián

2015-ben Nguyen-Kim elindította a The Secret Life Of Scientists YouTube-csatornát, hogy megkérdőjelezzék a tudósokról és a nerdökről alkotott sztereotípiákat, és tudományos témákat közvetítsenek a fiatal közönség számára. Emellett 2016 októberében elindult a schönschlau YouTube-csatornája is, amit a funk (az ARD és a ZDF közös, fiatalokat és fiatal felnőtteket megszólító médiahálózata) állít elő. Időnként Nguyen-Kim moderálta az Auf Klo csatornát, és oktatóvideókat készített a kémiáról a funk musstewissen formátumában. A schönschlau csatornáját 2018-ban maiLab névre keresztelték, és 2020 szeptember elején több mint egymillió előfizetője volt. A maiLabot a Südwestrundfunk gyártja a Funk számára.
Nguyen-Kim a Die Debatte című Wissenschaft im Dialog-projekt előadója, és Harald Leschsel és Philip Häusserrel együtt a Terra X Lesch & Co csapatához tartozik. 2018. május elejétől Ralph Caspersszel és Ranga Yogeshwarral, Yogeshwar 2018. novemberi távozása után Caspersszel váltásban moderálta a Quarks show-t.
2020. április elején a MaiLab négy nap alatt több mint 4 millió megtekintést ért el egy koronavírus-pandémiáról szóló videóval (Corona geht gerade erst los = A koronavírus még csak most kezdődik), egy ideig vezetve a YouTube trendlistáját, így ez a csatorna legsikeresebb videója. Az egész éves több mint hatmillió megtekintéssel a 2020. év legnépszerűbb YouTube-videója címet is megszerezte Németországban. 2020. április 7-én beszélt az ARD Tagesthemen című műsorában ugyanerről egy kommentárban. Április közepén egy másik videóban elemezte a jól ismert virológusok kommunikációját. Ez a videó a YouTube trendjeiben is megjelenik Németországban, és egy héten belül (2020. április 27.) csaknem 2 millió megtekintést ért el. Nguyen-Kim vendégszerepelt más médiaformátumokban, beleértve a német televíziós talk show-kat. 2020. május végén a Deutsche Presse-Agenturral folytatott beszélgetésben további forrás- és médiaműveltségre hívott fel, és figyelmeztetett a koronavírus-pandémiával kapcsolatos összeesküvés-elméletekre. Hiányokat lát a közismereti oktatásban a természettudományok és a tudományos munka terén is. Emellett a Scientists for Future támogató aktivistája. 2021 áprilisától kizárólag elkötelezett a ZDF számos műsora mellett. A Terra X háromrészes Wunderwelt Chemie sorozatában debütált, amelyet 2021. október 10-től sugároz a ZDF. A három epizódot: Die Bausteine der Natur, Die Magie der Verwandlung és Die Elemente des Lebens nagyrészt a giesseni Liebig Múzeum történelmi laboratóriumában forgatták. Ezekben az epizódokban többek között rövid jelenetekben lép kapcsolatba Németország történetének vegyészeivel, akiket színészek alakítanak. 2021. október 24-től mutatja be a MAITHINK X - Die Show ZDFneo-műsort.

## Művek
- Komisch, alles chemisch! Droemer Verlag, München, 2019, ISBN 978-3-426-27767-6 .
- Die kleinste gemeinsame Wirklichkeit. Droemer Verlag, München 2021, ISBN 978-3-426-27822-2.

## Díjak
- 2012: Harmadik helyezett a Breaking the Wall of the Human Cell című bemutatójáért[43][44]
- 2014: A Science Slams nyertese Aachenben és Bochumban[45][46]
- 2014: Előadás a TEDxBerlin konferencián a Spotlight@TEDxBerlin verseny nyerteseként[47]
- 2015: A kölni Bullshit Slam győztese az éghajlatváltozásról szóló bemutatóval[48][49]
- 2016: Első helyezett a Scitainment kategóriában a Trust me, I’m a Scientist című cikkel a Fast Forward Science 2016 webes videoversenyen (a Wissenschaft im Dialog és a Stifterverband für die Deutsche Wissenschaft házigazdája)[50][51]
- 2018: A Grimme Online díj a tudás és oktatás kategóriában, valamint a Grimme Online díj közönségdíja[52][53]
- 2018: Georg von Holtzbrinck-díj a tudományos újságírásért[54]
- 2018: Első helyezett a Fast Forward Science-en az Anyag kategóriában, első helyezett a Közösségi Díjasok között és Webvideo Kiválósági Díjat kapott[55]
- 2018: Németország Webvideó Díjának nyertese[56][57]
- 2018: Az Év 2018 újságírója a tudomány kategóriában a Medium Magazin részéről[58]
- 2019: Hanns Joachim Friedrichs-díj[59]
- 2020: A Heinz Oberhummer díj nyertese a tudományos kommunikációért[60][61]
- 2020: A Goldene Kamera Digital Award nyertese a "Legjobb információ" kategóriában[62]
- 2020: Érdemkereszt a Német Szövetségi Köztársaság érdemrendjének szalagján (lovagkereszt)[63]
- 2020: A Deutsche Umwelthilfe UmweltMedienpreis 2020 online kategóriája a "maiLab" YouTube-csatornához.[64]
- 2020: Az év Medium Magazin újságírója[65]

## Fordítás
Ez a szócikk részben vagy egészben  a   Mai Thi Nguyen-Kim című német Wikipédia-szócikk ezen változatának fordításán alapul.  Az eredeti cikk szerkesztőit annak laptörténete sorolja fel. Ez a jelzés csupán a megfogalmazás eredetét és a szerzői jogokat jelzi, nem szolgál a cikkben szereplő információk forrásmegjelöléseként.